# Carpophilus hemipterus
Carpophilus hemipterus (Linnaeus, 1758) è un insetto coleottero della famiglia Nitidulidae.